# 莫多洛
莫多洛（義大利語：Modolo），是意大利奥里斯塔诺省的一个市镇。总面积2.52平方公里，人口190人，人口密度75.4人/平方公里（2009年）。ISTAT代码为095084。